# Stoppeldijkpolder
De Stoppeldijkpolder is een polder in de Nederlandse regio Zeeuws-Vlaanderen, ten westen en zuiden van Hengstdijk, behorend tot de Polders van Stoppeldijk en Cambron.
De polder is een herdijking van een aantal door de overstroming van 1585 verloren gegane polders die door de monniken van de Abdij van Cambron werden ingepolderd. Opdrachtgever was Benedictus van Munster, proost van de Sint-Willibrordusbasiliek te Hulst, toen nog in Spaanse handen. Aldus ontstond in 1645 een polder van 1297 ha, waartoe 11 km zeedijk moest worden aangelegd.
Door de aanleg van de polder verdween het reeds verzande Saxvliet als haventoegang voor Hulst. Deze Saxvliet vormt als Oude Haven de boordgrens van de polder. Het Hellegat, dat zich ten westen van de polder bevond, nam deze functie over.
In de polder ontwikkelden zich de dorpen Stoppeldijk en Boschkapelle, die aan elkaar groeiden tot het huidige Vogelwaarde. Voorts bestaan er, binnen of aan de rand van de polder, de buurtschappen Rapenburg, Kampen, Kamperhoek, Vogelfort, Keizerrijk, Schapershoek, Ruischendegat, Sluis, Stoppeldijkveer, en Luntershoek.
Toen het Hellegat nog niet was ingepolderd, bestond er van Stoppeldijkveer een veerdienst naar Zaamslagveer, waardoor men Zaamslag en het Land van Axel kon bereiken.
In de polder vindt men Het Koegat, een kreekrestant en natuurgebied.